# 秘密化学

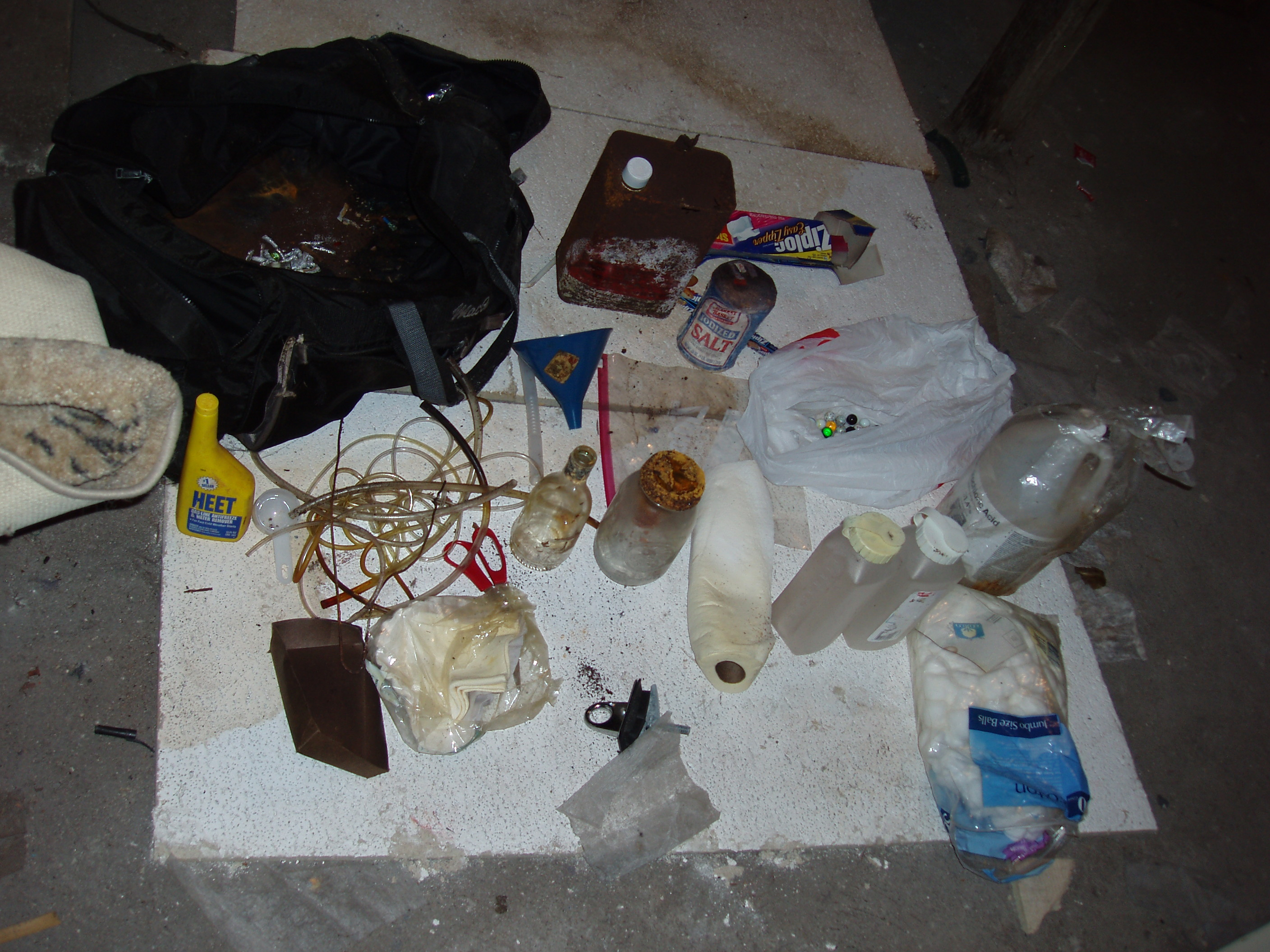
2009年にマサチューセッツ州フィッチバーグのメタンフェタミン製造ラボで発見された物品

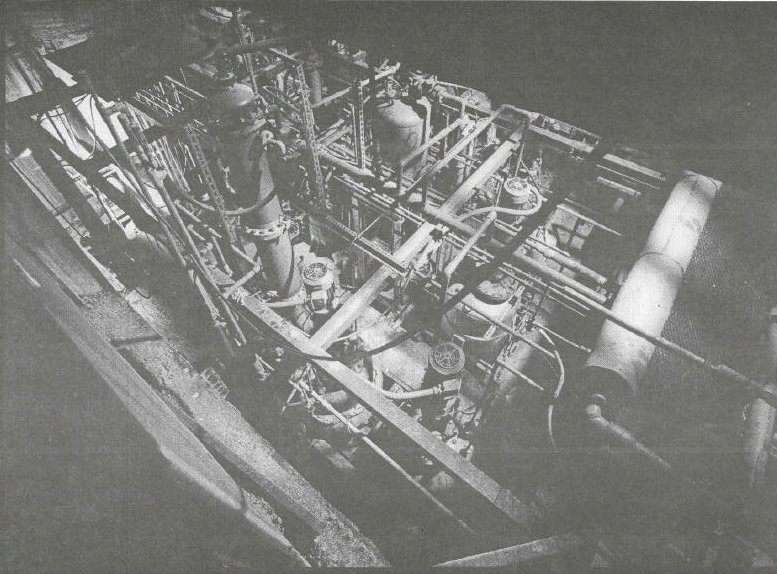
オウム真理教がサリンの大量生産を試み秘密裏に建設した化学工場

秘密化学（英語: Clandestine chemistry）とは、秘密裏に行われる化学であり、特に違法薬物製造において行われる。大規模なラボは通常、ギャングまたは組織犯罪によって運営され、闇市場での流通を目的としている。小規模なラボは、少量の規制物質を合成するために、あるいは単に化学の愛好家の興味から秘密裏に活動する個々の化学者によって運営される場合があり、これは闇市場で入手した他の違法合成薬物の純度を確認することが困難であることが理由である場合が多い。

## 歴史
1919年から1933年まで、アメリカ合衆国はアルコール飲料の販売、製造、または輸送を禁止した。これは、醸造家が自分の町にアルコールを供給するための扉を開いた。現代の薬物ラボと同様に、蒸留所は地方に置かれていた。「密造酒」という用語は一般的に「コーンウイスキー」、つまりトウモロコシから作られたウイスキーのような酒を指していた。今日では、アメリカ製のコーンウイスキーは、製造プロセスの詳細に応じて、その名前で、またはバーボンまたはテネシーウイスキーとしてラベル付けまたは販売することができる。
1990年代には、オウム真理教が化学兵器としてサリンの大量生産を試みていた。彼らはサリンの製造に必要な化学物質を密かに調達し、実験室レベルでの製造から工場規模への拡大を図っていた。サリンの生成プロセスは5つの工程からなり、N-ヘキサンや三塩化リンなどを用いて段階的に化合物を合成する方法が採られた。

## 向精神物質

### 前駆体
大麻やマジックマッシュルームなど、人間が消費可能な形態で天然に存在するものとは対照的に、多くの規制物質の製造には人工的な精製、分離などの工程が必要である。コカインやモルヒネなどの一部の薬物は、植物源から抽出され、化学物質の助けを借りて精製される。ヘロインなどの半合成薬物は、植物源から抽出されたアルカロイドから作られ、さらなる合成の前駆体となる。ヘロインの場合、ケシ(Papaver somniferum)の種子蒴を切開することで、アルカロイドの混合物が抽出され、乳白色の液体（アヘン「ラテックス」）が切開部から滲み出し、乾燥させて球根から削り取られ、生の阿片が得られる。次に、アヘンに含まれる多くのアルカロイドの1つであるモルヒネが酸塩基抽出によってアヘンから抽出され、無水酢酸と反応させることでヘロインに変換される。他の薬物（メタンフェタミンやMDMAなど）は通常、市販の化学物質から作られるが、どちらも天然に存在する前駆体からも作ることができる。メタンフェタミンは、マオウ(Ephedra sinica)に天然に存在するアルカロイドの1つであるエフェドリンからも作ることができる。MDMAは、サッサフラスなどのいくつかのエーテル油の主成分であるサフロールから作ることができる。政府は、薬物管理と執行の全体計画の一環として、化学物質管理戦略を採用している。
無水アンモニアやヨウ素など、多くの合法的な工業用化学物質は、ほとんどの違法薬物の処理と合成にも必要であるため、これらの化学物質が合法的な商業から違法薬物製造に転用されるのを防ぐことは困難な作業である。政府はしばしば、違法薬物の製造に使用できる大量の化学物質の購入に制限を設け、通常は購入者が合法的な必要性を持っていることを確認するためにライセンスまたは許可を要求する。

#### 前駆体の供給業者
コカイン、ヘロイン、合成薬物の製造に不可欠な化学物質は、世界中の多くの国で生産されている。ヨーロッパ、中国、インド、米国、その他多くの国に多くの製造業者と供給業者が存在する。
歴史的に、違法薬物の合成または製造に不可欠な化学物質は、化学物質輸入業者または取扱業者として事業を行うために登録および認可された企業による合法的な購入を介してさまざまな場所に導入される。ある国または州に入ると、化学物質は不正な輸入業者または化学会社、犯罪組織および個々の違反者によって転用されたり、麻薬密売人の強制や窃盗の結果として入手されたりする。